# Tachina fera
Tachina fera là một loài ruồi trong họ Tachinidae. Khu vực phân bố rộng lớn của chúng bao gồm châu Âu tới tận phía bắc, Bắc Phi, và Nam Á, tới tận Trung Quốc, Nhật Bản và Hàn Quốc.
Ấu trùng của chúng ký sinh vào sâu bướm của bướm đêm thuộc họ Noctuidae; loài bị ảnh hưởng bao gồm Ceramica pisi, Cosmia trapezina, Orthosia cruda và Orthosia cerasi.